# Sessão da Noite (RTP1)
Sessão da Noite foi um programa de televisão português, uma sessão de filmes exibida pela RTP1 semanalmente à noite. Esta foi uma das sessões mais famosas de televisão de sempre, onde se estrearam na RTP1 os mais célebres filmes da história da 7ª Arte.

## Filmes exibidos
Os filmes que foram estreados em televisão na "Sessão da Noite" foram dos mais variados tipos e os que mais fizeram sucesso na televisão, como demonstra a lista dos seguintes exemplos que apresentamos de filmes que foram estreados, exibidos ou reexibidos na rubrica "Sessão da Noite":

### 1980
| Dia de exibição        | Titulo do filme e ano          | País de origem    | Elenco principal                                                                                          | Tempo de exibição    |
| Ciclo Bette Davis      | Ciclo Bette Davis              | Ciclo Bette Davis | Ciclo Bette Davis                                                                                         | Ciclo Bette Davis    |
| ---------------------- | ------------------------------ | ----------------- | --- | -------------------- |
| 2 de janeiro de 1980   | Derrocada de um Império (1939) | Estados Unidos    | Paul Muni, Bette Davis, Brian Aherne, Claude Rains, John Garfield                                         | 2 horas e 30 minutos |
| 9 de janeiro de 1980   | A Carta (1940)                 | Estados Unidos    | Bette Davis, Herbert Marshall, James Stephenson, Gale Sondergaard                                         | 2 horas              |
| 16 de janeiro de 1980  | Nascida Para o Mal (1942)      | Estados Unidos    | Bette Davis, Olivia de Havilland, George Brent, Dennis Morgan, Frank Craven, Billie Burke, Charles Coburn | 1 hora e 55 minutos  |
| 23 de janeiro de 1980  | A Filha de Satanás (1949)      | Estados Unidos    | Bette Davis, Joseph Cotten, David Brian                                                                   | 2 horas              |
|                        |                                |                   | |                      |
| 30 de janeiro de 1980  | A Minha Amiga Pierrete (1969)  | Canadá            | Francine Mathieu, Yves Marchand, Raôul Duguay                                                             | 1 hora e 50 minutos  |
| 6 de fevereiro de 1980 | Quem Promete Paga (1975)       | Estados Unidos    | Eddie Albert, Meg Foster, Frederic Forrest, William Schallert, Judy Cassmore                              | 1 hora e 25 minutos  |